# Кедніц
Кедніц (нім. Ködnitz) — громада в Німеччині, розташована в землі Баварія. Підпорядковується адміністративному округу Верхня Франконія. Входить до складу району Кульмбах. Складова частина об'єднання громад Требгаст.
Площа — 19,62 км2. Населення становить 1526 ос. (станом на 31 грудня 2020).